# Design Vlaanderen
Design Vlaanderen was tot eind 2016 een Vlaamse organisatie ter bevordering van design in Vlaanderen. Het was een onderdeel van het Agentschap Ondernemen onder bevoegdheid van de Vlaamse minister van Economie. Sinds 2016 fusioneerde Design Vlaanderen met Flanders Fashion Institute en Flanders DC.
Design Vlaanderen vormde een aanspreekpunt van de Vlaamse overheid voor ondernemers, meer specifiek rond design en vormgeving. De organisatie had als doel eigentijds en kwaliteitsvol Vlaams design kenbaar te maken. Ze ondersteunde en erkende ontwerpers, gaf subsidies ter promotie van vormgeving, en moedigde ondernemingen aan tot het integreren van design in hun bedrijfscultuur.
Design Vlaanderen presenteerde jaarlijks een Vlaamse prijs voor design, "Henry van de Velde Awards". Designers die de award kregen voor hun loopbaan zijn o.a. autodesigner Luc Landuyt (2013) en Axel Enthoven (2004).